# Минеев, Владимир Александрович
Владимир Александрович Минеев (род. 18 июня 1951) — советский хоккеист, вратарь.

## Биография
Воспитанник горьковского «Торпедо». Дебютировал в команде в сезоне 1968/69 в первой группе класса «А» и вместе с «Торпедо» вышел в высшую лигу, где провёл четыре сезона. Играл за команды первой и второй лиг СКА МВО Калинин (1972/73), «Полёт» Горький (1973/74 — 1975/76), «Торпедо» Тольятти (1976/77 — 1979/80).
Победитель юниорского чемпионата Европы (1970).